# Saison 2 de DCI Banks
Chronologie
Saison 1 Saison 3
Cet article présente les épisodes de la deuxième saison de la série télévisée DCI Banks.
Au Royaume-Uni, chaque enquête est diffusée en deux épisodes de 45 minutes, généralement à une semaine d'écart. En France, chaque enquête est diffusée dans son intégralité, soit 90 minutes.

## Distribution

### Acteurs principaux
- Stephen Tompkinson (en) (VF : Lionel Tua) : L'inspecteur chef (DCI) Alan Banks
- Andrea Lowe (en) (VF : Laura Blanc) : Sergent (DS) Annie Cabbot (épisode 1)
- Jack Deam (en) : Sergent (DS) Ken Blackstone
- Caroline Catz (en) (VF : Ariane Deviègue) : Inspecteur principal (DI) Helen Morton

### Acteurs secondaires
- Lorraine Burroughs : Sergent (DS) Winsome Jackman
- Nick Sidi (en) : Superintendent (Ch Supt) Ron McLaughlin

## Liste des épisodes

### Épisode 1:Une étrange affaire
- Royaume-Uni : 10 octobre et 17 octobre 2012 sur ITV
- France : 3 avril 2015 sur Arte

- Royaume-Uni : 5,10 millions de téléspectateurs (1re partie) (première diffusion)
- Royaume-Uni : 5,41 millions de téléspectateurs (2e partie) (première diffusion)
- France : 721 000 téléspectateurs (2,9 % de part d'audience)[1] (première diffusion)

- Keith Barron (en) : Arthur Banks, père d'Alan Banks
- David Westhead : Gareth Lambert
- Polly Hemingway : Ida Banks, mère d'Alan Banks
- Eve Matheson (en) : Élise Lambert
- Lucy Briers : Dr Janet Lucas
- Lisa Kay (en) : Corinne
- Heida Reed : Carmen
- Alan Park : Roy Banks, frère d'Alan Banks
- Vicky Hall : Linda
- Dermot Daly : Soco
- Alan McKenna (en) : Dr Burns
- Matt Lanigan : Michael Morton
- William Fox : Chef de l'équipe de recherche
- David Westbrook : Malcolm Farlow
- Jay Sajjid : Employé de la station-essence
- Frances Tither : Réceptionniste
- Moey Hassan : Chauffeur de taxi
- Julian Gorman : Entraineur de foot
- Alexander Delamere : Avocat de Lambert
- Jack Birch : Ben Morton
- John Lewis Birch : MJ Morton
- Kieron Birch : James Morton
- Matthew Newman : Stephen Morton

### Épisode 2:Tous comptes faits
- Royaume-Uni : 24 octobre et 31 octobre 2012 sur ITV
- France : 10 avril 2015 sur Arte

- Royaume-Uni : 5,46 millions de téléspectateurs (1re partie) (première diffusion)
- Royaume-Uni : 4,96 millions de téléspectateurs (2e partie) (première diffusion)
- France : 612 000 téléspectateurs (2,5 %)[2] (première diffusion)

- Amanda Root : Mary Rothwell
- Patricia Potter (en) : Pamela Jefferies
- Richard Dillane : inspecteur chef (DCI) Stuart Burgess
- Francis Magee : Arthur Jameson
- Rosie Day (en) : Hannah Rothwell
- Dominic Mafham (en) : Keith Rothwell
- Richard Dixon : Laurence Pratt
- Dermot Daly : SOCO
- Rachel Caffrey : Kerry
- Jim Millea (en) : Landlord
- Wendy Patterson : Mrs Graves
- Guy Hargreaves : Police technique
- Patrick Baladi (en) : Martin Fleming
- Lewis Rainer : Tom Rothwell
- Maxine Finch : Proviseure
- Dennis Hewitt : Daniel Norcliffe
- Patricia Winker : Docteur

### Épisode 3:Un goût de brouillard et de cendres
- Royaume-Uni : 7 novembre et 8 novembre 2012 sur ITV
- France : 17 avril 2015 sur Arte

- Royaume-Uni : 4,95 millions de téléspectateurs (1re partie) (première diffusion)
- Royaume-Uni : 4,50 millions de téléspectateurs (2e partie) (première diffusion)

- James Callis : Owen Pierce
- Derek Riddell : Simon Harris
- Tim Dutton (en) : Daniel Clayton
- Charlotte Emmerson : Sophie Clayton
- Diana Hardcastle : Avocat de la défense Vizard
- Chris Overton : Tyler Judd
- Alice Henley (it) : Maddy Phillips
- Iain Robertson (en) : Glen Painter
- Alan McKenna (en) : Dr Burns
- Richard Cole : Dr Glendinning
- Sophie Skelton : Becca Smith
- Anita Booth : Mrs Bentley
- Robin Bowerman : Mr. Clarke
- Martin Oldfield : Avocat de Pierce
- Simon Smithies : Gradé de permanence
- Will Tacey : Juge Robinson
- Louise Wood : Lauren Harris
- Imogen Comrie : Ellie Clayton
- Colin Alltree : Journaliste
- Allan Hopwood : Détective du CID